# Платим за Шута!
«Платим за Шута!» — восьмой студийный альбом российской рок-группы КняZz, выпущенный 10 ноября 2023 года.
1 ноября 2023 года, в преддверии выхода альбома, группой был выпущен клип на песню «Клуб бывших алкоголиков».
Альбом состоит из двух частей. В первую часть вошли десять песен, две из которых — это старые синглы («Панкуха» и «Бывший раб»), а «Шепчущий» и «Пиво-Пиво-Пиво» перешли с «Домашнего альбома». Заглавная же песня альбома «Платим за Шута!» в свою очередь является сиквелом одного из главных хитов группы «Король и Шут» «Ром».
Вторая часть, также состоит из десяти песен, четыре из которых это старые синглы вроде «Разрисованый город» и «Пропавшая невеста», «Баркас» и «Руки к небу». Заглавная же песня «Волшебная книга», в свою очередь, является давно написанной песней, которая ранее не была в репертуаре ни «Короля и Шута», ни «Князя». Текст этой песни можно увидеть на странице «Старой книги», где помимо неё есть и другие старые или неспользованные песни.
24 октября 2024 года на песню «Сталкер» был выпущен музыкальный клип.

## Список композиций
Слова и музыка всех песен — Андрей Князев.
| №                   | Название                  | Длительность |
| ------------------- | ------------------------- | ------------ |
| 1.                  | «Платим за Шута!»         | 3:36         |
| 2.                  | «Клуб бывших алкоголиков» | 2:58         |
| 3.                  | «Разбойничье дело»        | 3:18         |
| 4.                  | «Бывший раб»              | 4:44         |
| 5.                  | «Пиво-Пиво-Пиво»          | 2:10         |
| 6.                  | «Проклятье барда»         | 3:00         |
| 7.                  | «Шепчущий»                | 3:29         |
| 8.                  | «Кракен»                  | 4:06         |
| 9.                  | «Бородатый отрок»         | 2:55         |
| 10.                 | «Панкуха»                 | 3:08         |
| Общая длительность: | Общая длительность:       | 33:10        |

| №                   | Название                  | Длительность |
| ------------------- | ------------------------- | ------------ |
| 1.                  | «Сталкер»                 | 3:42         |
| 2.                  | «Руки к небу»             | 4:30         |
| 3.                  | «Тёмная личность»         | 4:49         |
| 4.                  | «Фотограф»                | 2:44         |
| 5.                  | «Волшебная книга»         | 4:00         |
| 6.                  | «Баркас»                  | 3:00         |
| 7.                  | «Любовь придворного шута» | 3:28         |
| 8.                  | «Пропавшая невеста»       | 3:32         |
| 9.                  | «Кошмар в лице моём»      | 2:25         |
| 10.                 | «Разрисованный город»     | 3:54         |
| Общая длительность: | Общая длительность:       | 36:04        |

## Участники записи
- Андрей Князев — вокал, музыка, тексты, акустическая гитара.
- Альберт Визенберг — электрогитара.
- Ирина Сорокина — скрипка.
- Дмитрий Наскидашвили — бас-гитара.
- Евгений Трохимчук — ударные.

Приглашённый музыкант
- Юлия Покачалова — вокал (Том II, 5)

## Факты
- «Платим за Шута!» — единственный альбом группы КняZz, разделённый на две части. И если в первую часть вошли в основном драйвовые песни, то во вторую часть — лиричные баллады[4].
- Также, если не считать «Домашний альбом» альбомом, поскольку это всего лишь сборник архивных песен Князя, то получается, что этот альбом вышел спустя 6 лет после последнего полноценного альбома «Узники долины снов», вышедшего в 2017 году. Ранее альбомы группы КняZz выходили с периодичностью раз в два года.
- Это первый полноценный альбом, на котором появился соло-гитарист Альберт Визенберг, пришедший на смену Сергию Ткаченко.
- В заглавной песне «Волшебная книга» вместе с Князем поёт кавер-певица и преподаватель по вокалу Юлия Покачалова[5].